# Monsieur Vincent
Monsieur Vincent (titlu original: Monsieur Vincent) este un film francez dramatic religios din 1947 regizat de Maurice Cloche după un scenariu de Jean Anouilh și Jean Bernard-Luc. Rolurile principale au fost interpretate de actorii Pierre Fresnay, Aimé Clariond  și Jean Debucourt.

## Prezentare
Prezintă viața lui Vincențiu de Paul, un preot catolic francez din secolul al XVII-lea care și-a dedicat viața îngrijirii săracilor și combaterii mizeriei. Înfățișează lupta lui de a-i ajuta pe cei săraci în fața obstacolelor precum moartea neagră.

## Distribuție
- Pierre Fresnay : Vincent de Paul, preot
- Aimé Clariond : Cardinalul Richelieu
- Jean Debucourt : Philippe-Emmanuel de Gondi, conte de Joigny
- Lise Delamare : Françoise Marguerite de Silly, Madame de Gondi
- Germaine Dermoz : Ana de Austria
- Gabrielle Dorziat : President Goussault
- Pierre Dux : Cancelar Séguier
- Yvonne Gaudeau : Louise de Marillac
- Jean Carmet : Părintele Portail
- Michel Bouquet : Bolnav de tuberculoză
- Gabrielle Fontan : femeia surdă în vârstă a prezbiteriului din Châtillon
- Robert Murzeau : Monsieur Besnier
- Gabriel Gobin : Un servitor al domnului Besnier
- Claude Nicot : Un servitor al domnului Besnier
- Marcel Pérès : La Pogne, fost soldat, infirm
- Francette Vernillat : Fetița
- Georges Vitray : contele de Châtillon
- Véra Norman : Mademoiselle de Châtillon, fiica contelui
- Geneviève Morel : Marguerite Naseau
- Ginette Gaubert : Una dintre doamnele binefăcătoare
- Renée Thorel : Una dintre doamnele binefăcătoare
- Marcel Vallée : Administratorul ospiciilor
- Paul Demange : Un paracliser însărcinat cu îngrijirea copiilor abandonați
- Paul Faivre : Un paracliser însărcinat cu îngrijirea copiilor găsiți
- Guy Favières : cerșetor nemernic/ Sărac lângă șemineu
- André Dumas : Cardinal Graziani
- Jeanne Hardeyn : Madeleine, una din surorile carității
- Joëlle Janin : Jeanne, tânăra soră novice
- Maurice Marceau : Un om sărac
- Maximilienne : devotat al bisericii
- Marthe Mellot : Bătrâna care mănâncă în plus
- Alice Reichen : Proprietarul
- Nicole Riche : Fiica proprietarei
- Jean Rougerie : Un om sărac
- René Stern : Un stareț cu doamna de Gondi
- Charles Gérard : Un condamnat
- Georges Cerf
- Yvonne Claudie
- Jean Favre-Bertin
- Harry-Max
- Robert Le Béal
- Max Rogerys
- Tony Taffin
- Jean-Marc Tennberg
- Victor Vina